# St. Peter und Paulus (Kleineutersdorf)

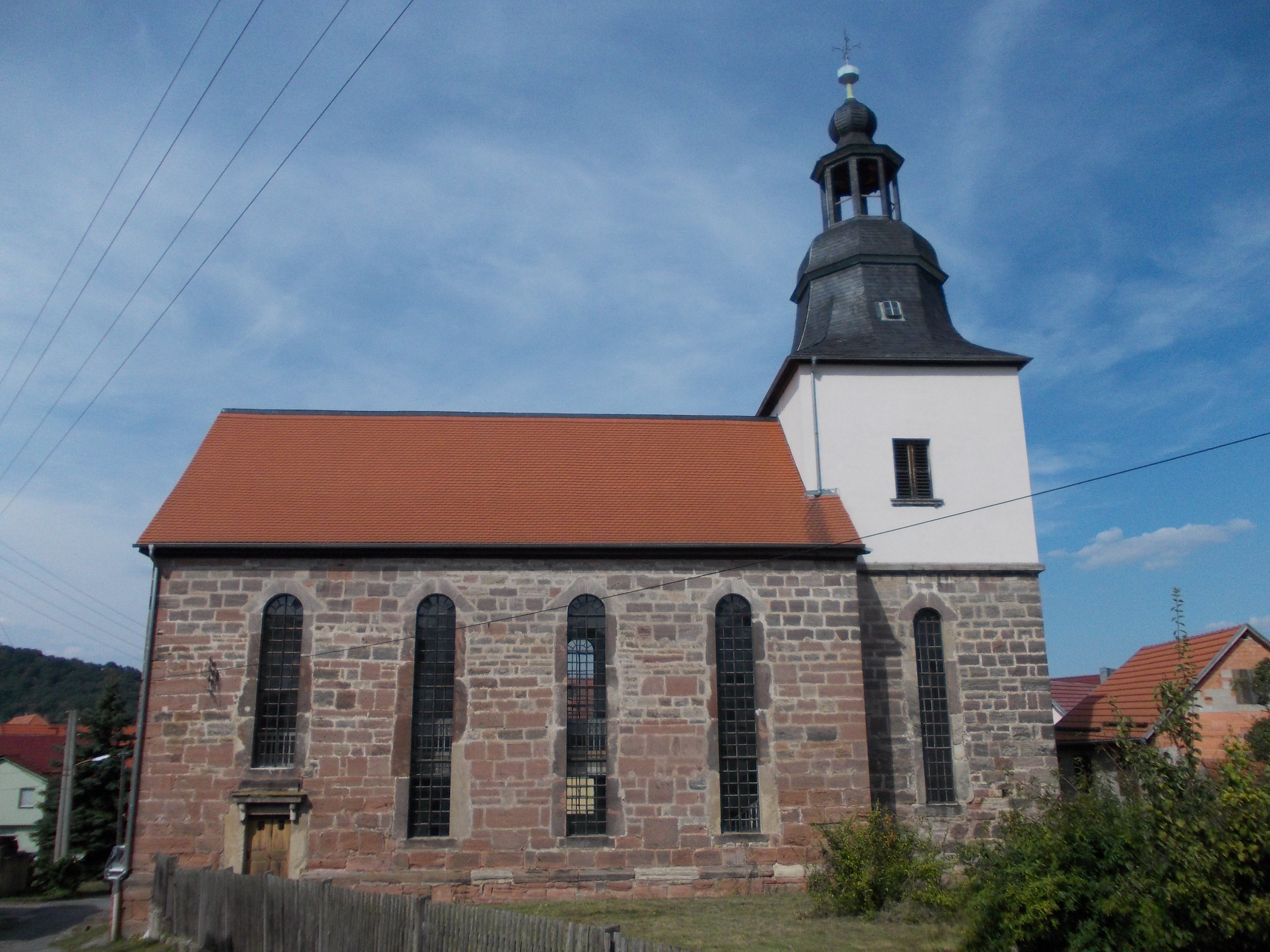
Kirche St. Peter und Paulus

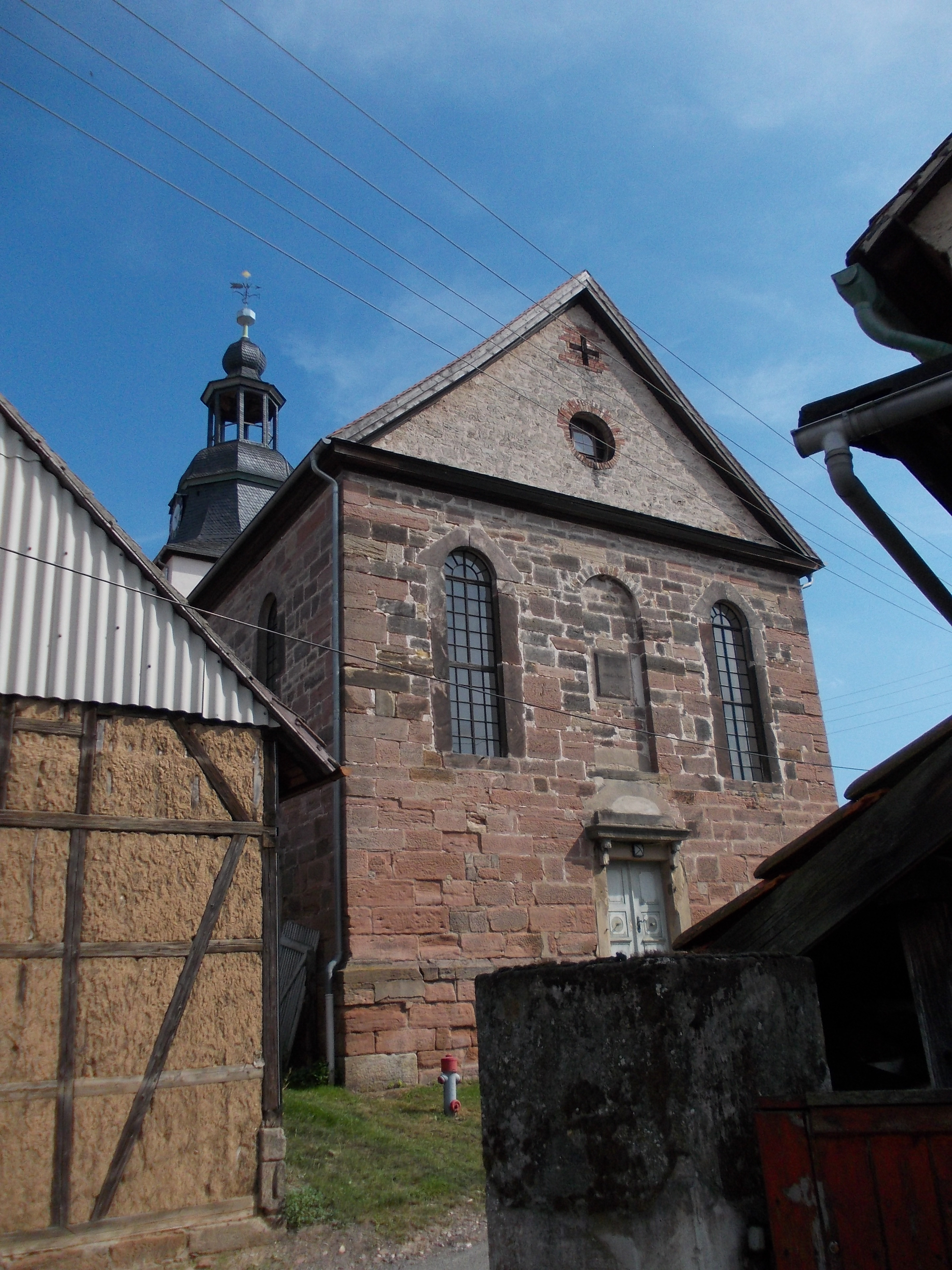
Rückansicht

Die Dorfkirche St. Peter und Paulus steht im Ort Kleineutersdorf in der Verwaltungsgemeinschaft Südliches Saaletal im Saale-Holzland-Kreis in Thüringen. Sie gehört zum Pfarrbereich Kahla im Kirchenkreis Eisenberg der Evangelischen Kirche in Mitteldeutschland.

## Geschichte
1831 wurde die Kirche an der Stelle eines abgerissenen Vorgängerbaus teilweise aus deren Abbruchmaterial errichtet. Sie wurde einschiffig mit eingezogenem Chorturm und Rundbogenfenstern gebaut. Das Äußere ist bis auf den verputzten Turmoberbau steinsichtig. 

## Ausstattung
Das Kirchenschiff besitzt einen Kanzelaltar und dreiseitige an den Längsseiten eingebaute zweistöckige Emporen. 1859 wurde die zweistöckige Empore und der Kanzelaltar zurückgebaut und durch den bis heute vorhandenen Altar ersetzt. Fünf Schnitzfiguren, wovon zwei aus spätgotischer Zeit stammen, sind erhalten. Zwei der Figuren sind Petrus und Paulus. Die Glockenstube des Turms beherbergt drei Eisenglocke, welche 1921 gegossen wurden. 
Die um 1420 entstandene Statue „Maria mit dem Kind“ vom Typ der Schönen Madonna steht heute im Thüringer Museum in Eisenach.

## Poppe-Orgel
Die Orgel wurde 1834 vom Orgelbauer Daniel Adolph Poppe aus Roda gefertigt und von 1997 bis 1998 umfassend saniert. Das Instrument hat 20 Register auf zwei Manualen und Pedal. Restauriert wurde sie vom Unternehmen Vogtländischer Orgelbau Thomas Wolf.
Disposition
- I. Manual Hauptwerk: 1. Principal 8′, 2. Gemshorn 8′, 3. Hohlflöte 8′, 4. Viola da Gamba 8′, 5. Bordun 8′, 6. Octave 4′, 7. Rohrflöte 4′, 8. Quinte 3′, 9. Cornett 3fach (ab h), 10. Mixtur 3fach
- II. Manual Oberwerk: 11. Lieblich Gedackt 8′, 12. Quintadena 8′, 13. Principal 4′, 14. Kleingedackt 4′, 15. Octave 2′, 16. Mixtur 3fach
- Pedal: 17. Subbaß 16′, 18. Violonbaß 16′, 19. Posaune 16′, 20. Principalbaß 8′
- Koppeln: Manualkoppel II/I, Pedalkoppel I